# Immeuble de la Johnson Wax
L'Immeuble de la Johnson Wax (1936-1939) est le siège mondial et un bâtiment administratif de SC Johnson & Son, Inc à Racine, dans l'État du Wisconsin, a été conçu par l'architecte américain Frank Lloyd Wright, pour le président de la société, Herbert F. « Hib » Johnson. Il a été désigné National Historic Landmark en 1976, comprenant le bâtiment de l'administration et la tour de recherche, SC Johnson et Fils. 
Il incarne la vision de Frank Lloyd Wright du travail en milieu urbain.

## Conception
En 1935, Hibbard Johnson, le président de la SC Johnson Wax, fabricant de cire, voyant sa société familiale prospérer, décide que la compagnie doit se doter d'un nouveau siège qui améliorera la vie quotidienne de ses employés de bureau, ce qui augmentera leur productivité, et donnera une image de modernité à la société.

Wright écrit à ce propos : 

« Le cadre auquel nous avons abouti quand nous avons édifié le bâtiment administratif de la Johnson Wax s'est traduit par un accroissement notable de leur efficacité. Si vous leur permettez d'être fiers de ce qui les entoure et heureux d'être où ils sont, si vous leur donnez de la dignité et de la fierté dans leur cadre de travail, cela se révélera du meilleur effet pour la production. Un cadre salubre dont les travailleurs puissent tirer orgueil est rentable. »

— Entretiens avec H. Downs
Ce lieu, d'après Hibbard Johnson, a permis une augmentation de 25 % de la productivité des employés.
Il visite Taliesin et demande à Frank Lloyd Wright de lui dessiner un bâtiment administratif.
La carrière de Wright est en perte de vitesse, il est en dehors de la construction depuis sept ans et est presque ruiné. Ce projet va relancer sa carrière.
Wright veut faire un « idéal de simplicité »[réf. souhaitée].
Le bâtiment prévu à l'origine s'amplifia beaucoup. En effet, le budget prévisionnel était fixé à 250 000 $, et finalement l'édifice coûta 850 000 $. Le coût se multiplia donc par 3,4. Hibbard Johnson ne refusa rien à Wright, comprenant l'importance architecturale de la réalisation que proposait l'architecte, et la Johnson pouvait se permettre de dépenser autant.
D'après Wright le bâtiment était une « interprétation socio-architecturale des affaires modernes à leur point culminant et le meilleur »[réf. souhaitée].
Pour l'architecte ce bâtiment est une « expérience en matière de plans et de construction »[réf. souhaitée].
On apprend dans l'autobiographie de Frank Lloyd Wright que la commission industrielle du Wisconsin n'autorisa pas vraiment la construction mais ne l'interdit pas non plus. Elle laissa faire en tant qu'expérience architecturale et suivit de près le projet. Ce n'était qu'une autorisation conditionnelle.
Quand le bâtiment a été achevé ce fut un triomphe[réf. souhaitée], il attira beaucoup de monde et la presse en parla énormément.

## Composition

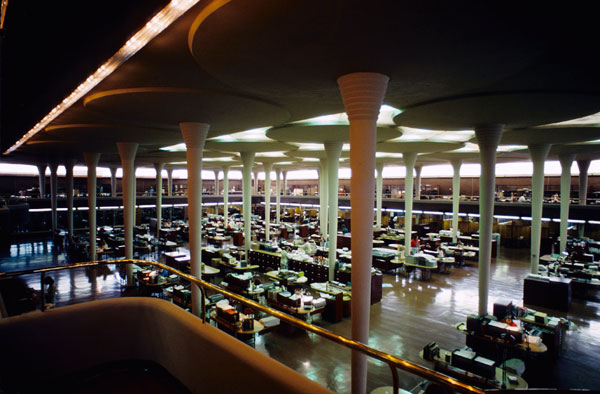
Intérieur du grand atelier.

Le plan est libre : « au lieu d'un bâtiment consistant en une série de boites (ce que Fernand Léger appelle les rectangles habitables) et de boites les unes dans les autres, le plan devient de plus en plus ouvert, rendant l'espace de plus en plus sensible »[réf. souhaitée]. Pour Wright, « la boite est un symbole fasciste. L'architecture de la liberté et de la démocratie nécessitait quelque chose de radicalement meilleur qu'une boite. Je me suis mis à détruire la boite en tant que bâtiment. ». De ce fait il n'y a pas d'angles droits, même entre le plafond et les murs latéraux. Pour éviter ces angles, les murs latéraux et le plafond sont dissociés, ils sont reliés entre eux, là où pourrait se trouver une corniche, par une sorte de claire-voie en tubes de pyrex, ce qui crée un arrondi.
Le plan est asymétrique et fondé sur l'horizontalité. L'édifice est construit en béton armé, matériau nouveau dans la première moitié du XXe siècle, les architectes  l'utilisent peu et on est encore en train de travailler à des théories sur la résistance des matériaux. Il est bâti pour être « à l'épreuve des tremblements de terre, à l'épreuve des incendies, à l'épreuve de la vermine. ».
L'édifice, vu de l'extérieur, est composé de longs murs aveugles, Il n'y a pas une façade sur rue qui soit mise en valeur. Il n'y a qu'une seule entrée, sur le côté ouest, c'est une entrée de parking. L'entrée du bâtiment donne sur ce parking, elle est très discrète et ouvre sur la réception. Wright estime que c'est le bâtiment tout entier qui doit représenter la société, et non une façade monumentale sur rue[réf. souhaitée].
Il est composé de volumes enroulés sur eux-mêmes qui reprennent la forme de la spirale. Forme que l'on retrouve dans l'œuvre de Wright dès 1924 avec son projet pour le Gordon Strong Planétarium (qui ne sera jamais construit), puis dans le musée Guggenheim de New-York qu'il dessine à la fin de sa vie, dont le bâtiment principal est en spirale évasée, ou encore la maison qu'il réalise pour son fils David en 1950. La spirale fait probablement référence aux minarets[réf. nécessaire].
Le bâtiment affiche un profil bas, tout en longueur, pour accentuer l'horizontalité. De ce fait il va à l'opposé des gratte-ciel qui apparaissent en grand nombre à Chicago.
Le bâtiment s'organise autour de la grande salle de travail, un rectangle de 45 mètres par 65 mètres de côté, au plafond très haut. Cet espace est créé pour être une « cathédrale du travail ».
Il n'y a pas de cloisons, c'est ce qu'on appellera plus tard un open space. Idée du collectif, où tout le monde est sur un pied d'égalité. 
Toute la salle est scandée de colonnes en forme de nénuphars, de 6,5 mètres de haut, dont la base ne mesure que 22 centimètres de diamètre et qui s'élargissent en haut jusqu'à créer un toit. Elles sont reliées entre elles par une couverture en briques de verre.
Tout le bâtiment est fondé sur ces colonnes en forme de champignons ou de nénuphars. « La caractéristique principale de la construction était la simple répétition de tiges dendriformes (ayant la forme d'un arbre) monolithiques grêles et creuses, qui se dressaient comme sur la pointe des pieds, dans de petits sabots de cuivre encastrés au niveau du plancher. ». Les « petits sabots de cuivre » permettent une souplesse afin d'éviter que le bâtiment ne s'effondre en cas de séisme (voir palais de Tokyo).
Wright crée une forme et en fait une typologie qu'il répète partout dans l'édifice avec des adaptations selon les endroits.
Des mezzanines entourent la grande salle, ce sont les espaces des chefs de service, ouvert sur celui du personnel. On retrouve là un élément de l'école du Bauhaus dessiné par Walter Gropius : l'espace réservé à l'administration et au directeur de l'école est placé en hauteur ce qui permet d'avoir une vue sur les ateliers et sur l'école.
La direction est en hauteur, le bureau d'Hibbard Johnson est le seul à avoir une ouverture sur l'extérieur et un balcon.
Malgré l'idéal d'égalité, Frank Lloyd Wright  n'a pas échappé à la hiérarchisation de l'espace.
Un auditorium est placé au-dessus de la réception. C'est un lieu pour le personnel, qui sert de cafétéria, de lieu de rencontre, de spectacle, de concert, de projection de films, de conférences. Il est coiffé d'un plafond en cascade.
On retrouve des tubes de pyrex un peu partout dans l'édifice. Wright les emprunte à l'industrie chimique. Il les utilise pour les baies, pour les claires-voies, pour certaines cloisons, pour des plafonds. Il les utilise pour faire différentes formes, avec différentes épaisseurs afin de créer divers effets. Ces tubes permettent de laisser passer la lumière sans qu'on ne puisse voir à travers. Au fil du temps ces tubes seront remplacés par du plexiglas, qui offre une meilleure isolation et plus de solidité.

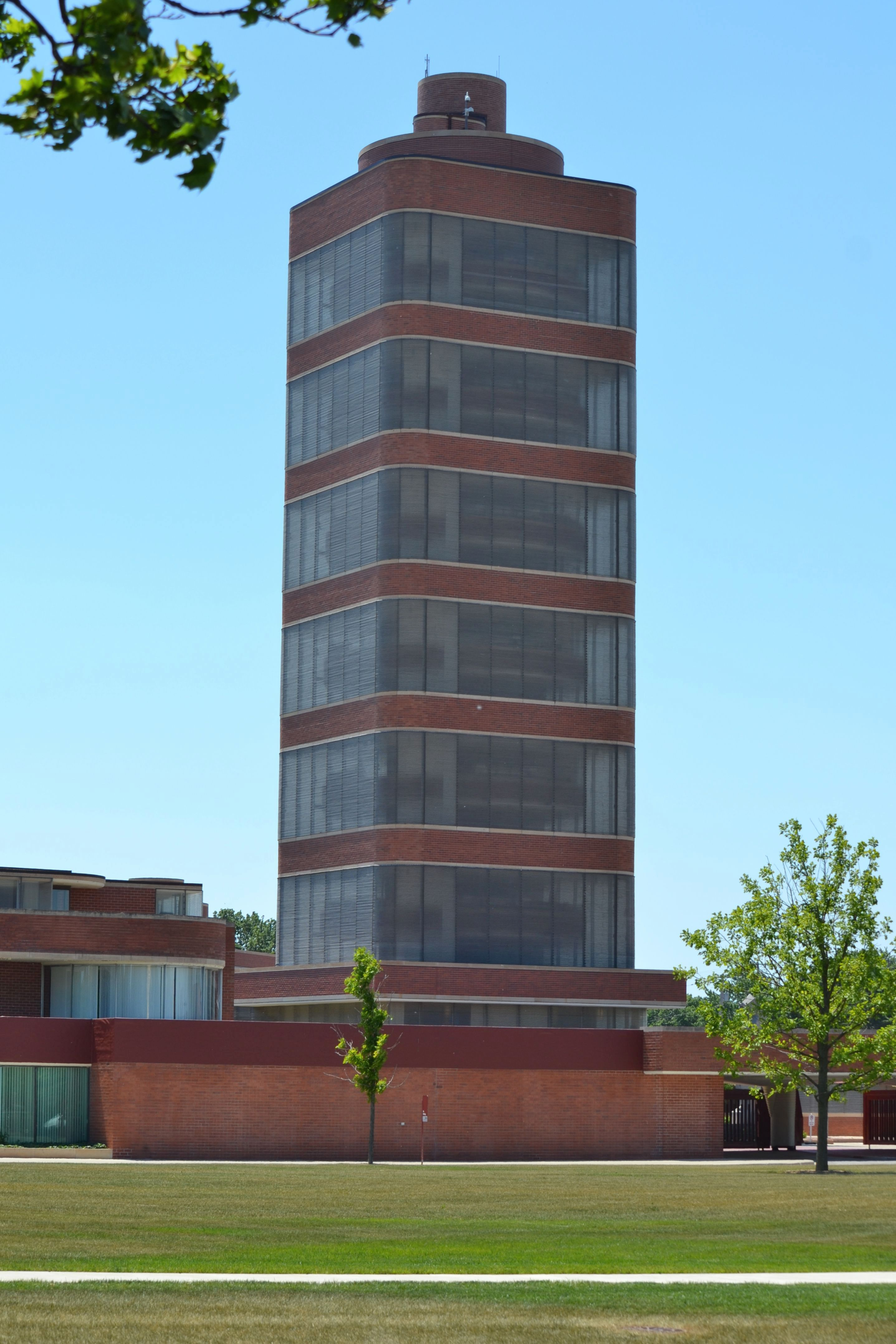
Tour de recherche (2012).

Cinq ans après l'inauguration du bâtiment, il est décidé qu'il faut créer un laboratoire de recherche. M. Johnson s'adresse à nouveau à Frank Lloyd Wright qui propose de bâtir une tour. L'idée était de monter dans les airs autour d'un pilier central énorme avec les étages en porte-à-faux dessus, pour donner de la lumière et de l'espace à chaque étage. Ainsi est bâtie la tour autour d'un noyau central en béton. Une colonne est enfoncée à 15 mètres de profondeur dans le sol, et les planchers sont disposés en porte-à-faux sur cette colonne, un sur deux étant plus petit et qui fait une mezzanine.
À l'extérieur il y a un mur-rideau, fait de briques et de pyrex alternés. Ici non plus il n'y a pas d'angles droits, les angles sont tous arrondis. Le pilier central contient les fluides, les câbles, un escalier et un ascenseur, il est la colonne vertébrale de l'édifice. Ici encore, pas d'entrée monumentale, on entre dans la tour par l'intérieur, celle-ci étant reliée au reste du bâtiment.
Cette tour est aujourd'hui fermée car non conforme aux nouvelles exigences de sécurité.